# Apera baytopiana
Apera baytopiana là một loài thực vật có hoa trong họ Hòa thảo. Loài này được Dogan mô tả khoa học đầu tiên năm 1982.